# Reddy
I Reddi (in telugu రెడ్డి, Reḍḍi; pron. AFI: [ɾeɖːi]; anche traslitterato come Reddy) sono una casta indiana presente principalmente negli Stati federati di Telangana e Andhra Pradesh, classificati come forward caste, ovvero una casta che non ha bisogno di alcuna azione positiva da parte del governo.
L'origine dei Reddi sarebbe collegata ai Rashtrakuta, sebbene le opinioni siano discordanti. In poco tempo da casta guerriera divennero signori feduali e proprietari terrieri Storicamente, i Reddi sono stati mercanti ed agricoltori, ma il loro contributo come regnanti e guerrieri è apprezzabile nella storia dei telugu.

## Storia

### Periodo Kakatiya
Nel periodo Kakatiya "Reddi" (insieme alla sua variante "Raddi") veniva utilizzato come etichetta sociale (gaurava-vachakamu) per indicare i capi-villaggio, indipendentemente dal loro background sociale. Il principe Kakatiya Prola I (circa 1052-1076) è definito "Prola Reddi" in un'incisione, ed è attestato che diversi capi venissero chiamati Reddi durante il regno indipendente dei Kakatiya, svolgendo attività militari anche ad alto livello. I Reddi difesero la regione di Suryapet dalla mire del Sultanato di Delhi, prima di capitolare e perdere Warangal quando Pratapa Rudra fu catturato nel 1323.

### La dinastia Reddi
Dopo la cattura di Pratapa Rudra ed il crollo dell'impero Kakatiya, i capi Reddi si dichiararono indipendenti e, sotto la guida di Prolaya Vema Reddi, fondarono un proprio regno ad Addanki. La dinastia Reddi rimase al potere nella zona di Andhra Pradesh per oltre cento anni, dal 1325 al 1448, e prese parte a una coalizione di sovrani telugu contro gli invasori islamici.

### Periodo Vijayanagara
Il periodo successivo alla caduta dei Kakatiya vide, in contemporanea alla dinastia Reddi, anche l'ascesa dell'Impero di Vijayanagara. Dopo un primo momento di scontro per l'egemonia della zona costiera di Andhra, i Reddi e i Vijayanagara si allearono contro il comune nemico, il Sultanato di Bahmani. L'alleanza politica delle due dinastia fu cementificata con le nozze tra la figlia di Harihara Raya II e il figlio di Kataya Vema Reddi. Nel 1443 il re del regno Gajapati Kapilendradeva si alleò con i Velama per porre fine alle aggressioni Reddy nel suo territorio, ma l'alleanza fu sconfitta da Veerabhadra Reddi con l'aiuto di Deva Raya II. Dopo la mote di Deva Raya, avvenuta nel 1446, il figlio Mallikarjuna Raya ritirò le truppe Vijayanagara in supporto dei Reddy a Rajahmundry e, approfittando della morte di Veerabhadra Reddi avvenuta nel 1448, Kapilendradeva mandò il figlio Hamvira a conquistare il regno Reddy. Hamvira conquistò la capitale Rajahmundry, ma il potere Gajapati sul territorio dei Reddy terminò con la morte di Kapilendradeva. I territori appartenuti ai Reddy furono annessi dall'impero Vijayanagara.
In questo periodo, i Reddi si affermano come soldati ed esattori delle tasse, un ruolo che mantennero anche sotto la dominazione del sultanato di Golconda.

### Dominazione britannica
Nel periodo della colonizzazione britannica della penisola, Uyyalawada Narasimha Reddi si distinse per aver guidato una rivolta armata contro la Compagnia britannica delle Indie orientali nel 1846, prima di essere catturato e impiccato l'anno successivo. Fu uno dei primi moti di ribellione che i Britannici dovettero affrontare, prima ancora dei noti Moti indiani del 1857.
Successivamente, i Reddi si trovarono una posizione come landed gentry e amministratori per i Nizam di Hyderabad. Influenti a corte, alcuni Reddy ottennero posizioni favorevoli dai nababbi: Osman Ali Khan, Asif Jah VII nominò Raja Bahadur Venkatarama Reddy Kotwal di Hyderabad nel 1920. Raja fu il primo induista a ricoprire questa carica, dato che il prestigioso ruolo era stato ricoperto esclusivamente da dignitari musulmani nel diciannovesimo secolo.

### I Reddi oggi
I Kamma e i Reddi sono state caste politicamente prestigiose prima della formazione di Andhra Pradesh nel 1956. I Reddi sono classificati come forward caste nelle politiche indiane di azione positiva.